# Iglesia evangélica valdense del Río de la Plata

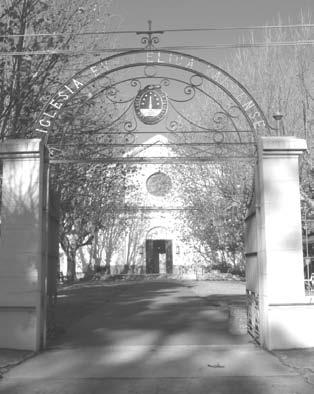
Templo de la IEVRP de Colonia Valdense

La Iglesia Evangélica Valdense del Río de la Plata (IEVRP), se estableció en 1858, agrupando las iglesias constituidas por las primeras familias inmigrantes, provenientes del Piamonte (Italia), miembros de la Iglesia Evangélica Valdense a la zona de La Paz, en el departamento de Colonia .

## Organización
La Iglesia Evangélica Valdense del Río de la Plata tiene una organización semejante a la rama italiana de la iglesia que le dio origen, siendo sin embargo totalmente autónomas. Se rige por una jerarquía de asambleas que, sobre la base del testimonio bíblico, como iglesia reformada, confiesa a Jesucristo como único Jefe y Señor.
Cada una de las 24 iglesias constituidas (2017) tiene su Asamblea de Miembros que elige anualmente al Consistorio, órgano ejecutivo compuesto por diversos ministros: ancianos, diáconos y pastores. A nivel regional la iglesia está organizada en Presbiterios, que también eligen anualmente una Comisión Presbiterial con funciones ejecutivas. Estos son: 
- Presbiterio Norte Argentino (PNA),
- Presbiterio Sur Argentino (PSA),
- Presbiterio Norte Uruguayo (PNU),
- Presbiterio Colonia Norte y Soriano (PCNyS),
- Presbiterio Colonia Sur (PCS),
- Presbiterio Este (PE).

Cada año se realiza la Asamblea Sinodal o Sínodo, que se compone por delegados de iglesias, pastores, asistentes de iglesias; en el Sínodo se elige a la Mesa Valdense, instancia u órgano encargado de ejecutar las resoluciones sinodales y de representar a la iglesia oficialmente en asuntos legales y jurídicos, ante el o los Estados. La Mesa Valdense es presidida por el Moderador/a, también designado por el Sínodo. El Moderador/a puede ser tanto un pastor, como un laico.

## Cronología de la inmigración
En 1852 llega Juan Pedro Planchón, como pionero, con el encargo de verificar la posibilidad de propiciar en Uruguay o Argentina el asentamiento de familias valdenses provenientes de los Valles Valdenses.
Después de su informe favorable, en enero de 1857 llegada a Montevideo el primer contingente de familias valdenses, las que inmediatamente son transferidas a Florida en Uruguay. Pocos meses después, en septiembre del mismo año llegaría el segundo contingente; el tercer contingente llegaría en enero del año siguiente.
Muy rápidamente los inmigrantes percibieron que en Florida no estaban dadas las condiciones para su integración pacífica, y en julio de 1858, firman el contrato para colonizar en lo que hoy es La Paz y Colonia Valdense, en el departamento de Colonia.
Algunos años más tarde, en 1860, una parte de los inmigrantes se traslada a la Argentina, a la colonia San Carlos en la Provincia de Santa Fe, colonia fundada algunos años antes por inmigrantes suizos. Diez años más tarde llegan a El Sombrerito, Provincia de Santa Fe y a Rosario del Tala, en la Provincia de Entre Ríos. Algunas de las comunidades formadas por inmigrantes valdenses en Argentina pasarán a ser atendidas, desde el punto de vista espiritual, por la Iglesia Metodista.
En Uruguay, a partir del asentamiento inicial en La Paz y Colonia Valdense, progresivamente se fueron creando grupos organizados en los departamentos de Soriano, Río Negro y Paysandú, en la región occidental del país, y en el departamento de Rocha en el Este.
El flujo de inmigrantes valdenses se ha mantenido a lo largo del tiempo, notándose picos en la afluencia de inmigrantes en los años que siguieron a las dos guerras mundiales.